# Korpisaari (ö i Finland, Kymmenedalen, Kotka-Fredrikshamn)
Korpisaari är en ö i Finland.   Den ligger i kommunen Vederlax i  landskapet Kymmenedalen, i den södra delen av landet, 160 km öster om huvudstaden Helsingfors. Arean är 0,35 kvadratkilometer.
Terrängen på Korpisaari är mycket platt. Öns högsta punkt är 20 meter över havet. Den sträcker sig 0,9 kilometer i nord-sydlig riktning, och 1,0 kilometer i öst-västlig riktning.  I omgivningarna runt Korpisaari växer i huvudsak blandskog.